# Puente Wadi al Kuf
El puente Wadi el Kuf (en árabe: جسر وادي الكوف; Jisr Ouadi elkouf) es un puente situado a 20 km al oeste de Bayda, Libia. Es el segundo puente más alto de África. Fue diseñado por el ingeniero civil italiano Riccardo Morandi. La construcción del puente comenzó en 1965 y fue inaugurado en 1972. El puente cruza el valle Kouf.

## Localización
El puente se encuentra en el extremo norte de Libia a unos 20 km de Al Baida y a unos 15 km al sur de la costa de Libia, en la zona de tierras altas del Gebel el-Achdar. El puente es parte de la vía de comunicación que conecta Bengasi, al Marj, Al Baida, Derna y Tobruk, en la carretera denominada Al-Orouba; y cruza el vaguada denominada Wadi al-Kuf.

## Descripción
Para su construcción se descartar el uso de acero de acero estructural: todas las partes que componen el puente, como las torres de suspensión, los cables del atirantado y el tablero, están hechas de hormigón armado pretensado.

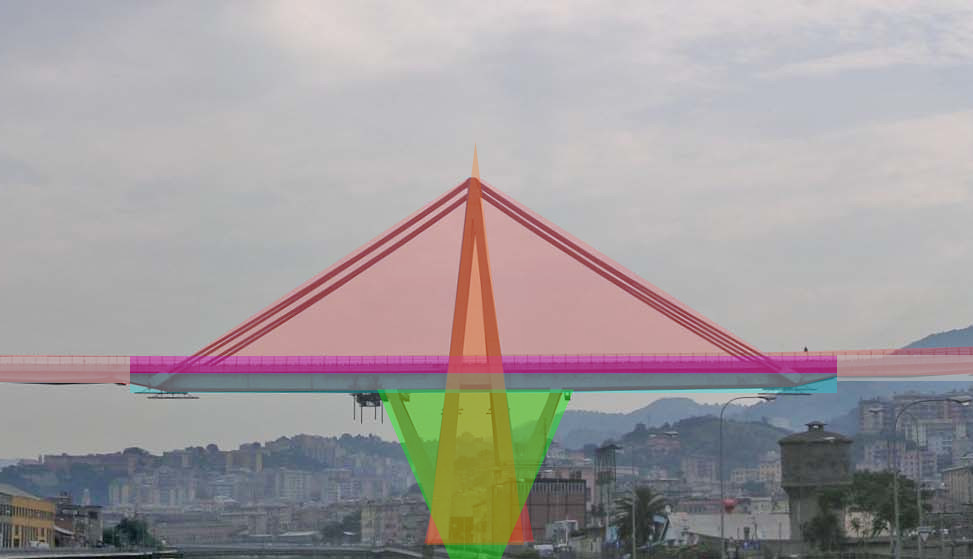
En color verde, el soporte en "V" del segmento central; en naranja, el pilón en forma de "A"; en azul, el cajón celular que refuerza la base del tablero; en púrpura, el tablero; en rojo los puntales (tirantes) en hormigón pretensado. En gris, los segmentos suspendidos del tablero.

El puente está formado por dos pilones en forma de "A" que están a 57.3 metros sobre la calzada. Los pilones no son de la misma altura, ya que sus cimientos descansan en puntos del valle con diferente elevación. La forma característica y los materiales utilizados, proporcionan rigidez al puente y le permiten contrarrestar los cambios de las fuerzas que actúan sobre la estructura cuando un vehículo cruza el puente en su longitud, así como los cambios de peso a un lado y a otro de los apoyos. Las estructuras en "V" en la base de los pilones que sostienen centrado y estabilizan el tablero son igualmente importantes.
Los tirantes oblicuos realizados con la técnica del hormigón pretensado no son habituales, siendo una característica particular de muchos de los diseños de Morandi. Están conectados desde la parte superior de la torre a los extremos de la plataforma de la carretera, a una distancia de 97,5 metros de cada lado de las pilas. Esto tiene la ventaja de eliminar los fenómenos de vibración provocados por los tirantes metálicos.
La plataforma que compone la carretera está compuesta por un cajón de hormigón armado de 7,5 m de anchura, sobre el que se coloca una losa adicional de 13 m de ancho para soportar la superficie de la carretera. El conjunto del tablero está soportado por columnas con tirantes anclados en los extremos de los segmentos de la carretera y apoyados en la columna por el soporte central en "V".
Por último, el segmento de carretera situado en el centro del puente está formado por un cajón de 55 m de longitud, enganchado con los extremos en ménsula de las dos calzadas, soportados individualmente por los tirantes unidos a las dos torres en el modo de descrito anteriormente.
La foto de la izquierda muestra a modo de ejemplo los detalles de un apoyo del puente atirantado, en el que se destacan las distintas partes con distintos colores.

## Historia

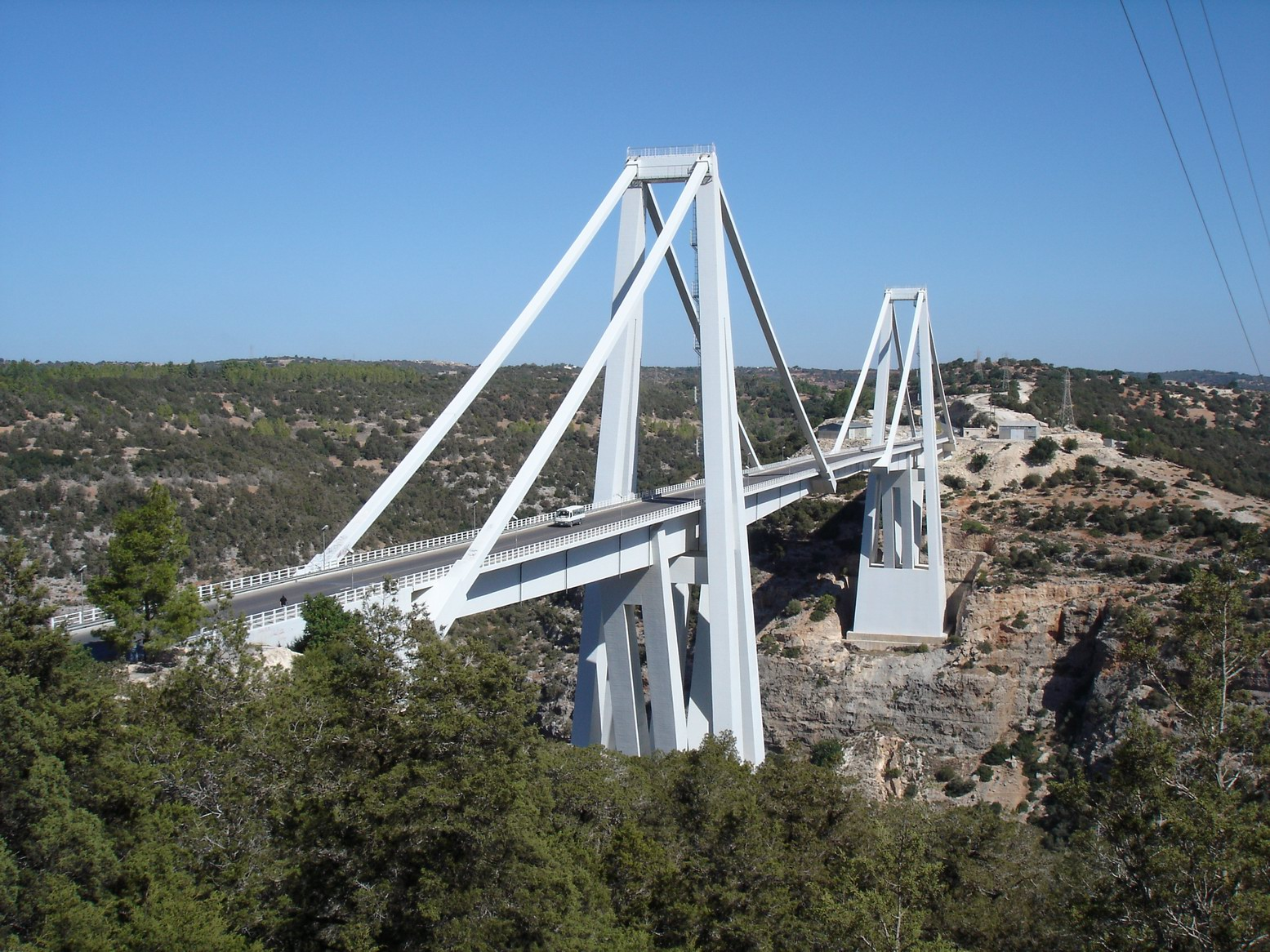
El puente en 2004

El puente fue construido entre 1965 y 1971, después de los primeros hallazgos petrolíferos en el reino de Libia. El encargo fue hecho por el rey Idris I de Libia a la compañía CSC - Costruzioni Stradali e Civili S. A. de Lugano, subsidiaria de la empresa Co.ge.far. S.p.A. de Milán (que posteriormente se fusionaría con Salini Impregilo).
En 1968 se dedicaron al puente dos sellos del Reino de Libia de 25 y 60 millieme de libra libia. 
En 1999, el puente se restauró porque un corrimiento de tierra del subsuelo había afectado negativamente a la parte central. Su color rosa original fue reemplazado por un gris claro.
El 26 de octubre de 2017 el Gobierno del este Libia presidido por Abdulah al Zani decidió cerrar el puente a la circulación de automóviles y peatones debido a su deterioro estructural.
El 7 de agosto de 2018, el alcalde de Beida informó al Gobierno de Tobruch sobre el peligro del puente y el riesgo de colapso después de pedir una acción urgente a la sociedad italiana para su mantenimiento.